# Джеймс Джерард Коллінз
Джеймс Джерард Коллінз (16 жовтня 1938, Аббіфіл) — ірландський політик, багаторічний національний парламентарій і міністр, в тому числі у 1982 р. та в 1989—1992 рр. міністр закордонних справ Ірландії, з 1994 по 2004 р. — член Європейського парламенту 4-го та 5-го мандатів.

## Життєпис
Він отримав освіту, серед інших Університетський коледж Дубліна. Він працював учителем професійно-технічних предметів, потім у середині 1960-х був помічником генерального секретаря Республіканської партії.
У 1965 році його обрали до нижньої палати Ірландського парламенту. Він був членом Дойл Ерен до 1997 року протягом 18, 19, 20, 21-го, 22-го, 23-го, 24-го, 25-го, 26-го та 27-го термінів. У 1969—1970 рр. він був парламентським секретарем міністра промисловості і торгівлі та міністра Гелтахту. З 1970 по 1973 рік був міністром пошти та телеграфів. Двічі (1977—1981 та 1987—1989) він був міністром юстиції.
Він обіймав посаду міністра закордонних справ Ірландії у другому уряді прем'єр-міністра Чарльза Гогі з 9 березня 1982 року, коли замінив Джеймса Дуджа на дев'ять місяців до 14 грудня 1982 року. Його наступником став Пітер Баррі. 12 липня 1989 року в третьому уряді Чарльза Хогі він знову став міністром закордонних справ, замінивши Брайана Леніхана. Він обіймав цю посаду до 11 лютого 1992 року, коли Девід Ендрюс очолив Міністерство закордонних справ.
На європейських виборах 1994 року Республіканська партія вперше стала членом Європейського парламенту. Через п'ять років він успішно подав заявку на переобрання. Він належав, серед інших до групи «Союз європейських націй», працював у Комітеті з питань регіональної політики, транспорту та туризму. З 1998 по 1999 рік був віцепрезидентом парламенту 4-го терміну. Він просидів у Європарламенті до 2004 року, коли його не обрали на наступний термін. Потім він відійшов від політичної діяльності.